# Галичний
Га́личний (рос. Галичный) — селище у складі Комсомольського району Хабаровського краю, Росія. Адміністративний центр Галичного сільського поселення.

## Населення
Населення — 581 особа (2010; 548 у 2002).
Національний склад (станом на 2002 рік):
- росіяни — 90 %